# Ижевский зоопарк
Ижевский зоопарк (Зоопарк Удмуртии, Бюджетное учреждение культуры Удмуртской Республики «Зоопарк Удмуртии») — государственный зоологический парк, выставочный комплекс, расположенный в парке культуры и отдыха им. Кирова в черте города Ижевска.

## Общие сведения

Скульптура Акелы на входе в зоопарк

Территориально комплекс представляет собой место отдыха общей площадью 16 гектаров. На одной территории экспонируются как обитатели саванн, так и жители бескрайних снегов и льдов. Зоопарк демонстрирует животных в среде, приближённой к природным условиям обитания. От посетителей животных отделяет ударопрочное стекло.
Для облегчения ориентации экспозиции зоопарка разделены по зоогеографическому и ландшафтному принципу на несколько зон.

## История
Зоопарк проектировался с 2004 года и был открыт 2008 году по личной инициативе президента республики А. А. Волкова. В результате непростого выбора места, под зоопарк решено было вырубить часть парка Кирова, в числе прочих деревьев пострадали и вековые сосны.
На конец 2017 года коллекция зоопарка Удмуртии насчитывает более 700 особей животных 213 видов. Ежегодно численность пополняется более чем на 100 особей за счёт рождения потомства и появления новых, ранее не экспонируемых видов.
По состоянию на 2017 год зоопарк Удмуртии входит в пятёрку самых посещаемых зоопарков России.

## Обитатели и экспозиции
Многие животные в зоопарке — редкие и исчезающие представители российской и мировой фауны: амурский тигр, белые медведи, японские журавли, гиббон, орангутан и белоплечие орланы. Также представлены шпороносная и среднеазиатская черепаха, императорские скорпионы, кошачьи акулы, нильские крокодилы, паук-птицеед и трубкозуб.
Зоопарк Удмуртии — единственный в России имеет все условия для содержания и демонстрации краснокнижных тихоокеанских и атлантических моржей. В специальном вольере ежедневно проходят их выступления.
Эмблемой Удмуртского зоопарка стал волк Акела — как символ неразлучной семейной жизни, преданности и верности, постоянной заботы и внимания друг о друге. 3-метровая скульптура волка авторства Дмитрия Постникова встречает посетителей на входе в зоопарк.
Посетителям предлагается совершить ритуальное прикосновение к лапе Акелы для исполнения заветных желаний и привлечения в семью хороших качеств.

## Галерея

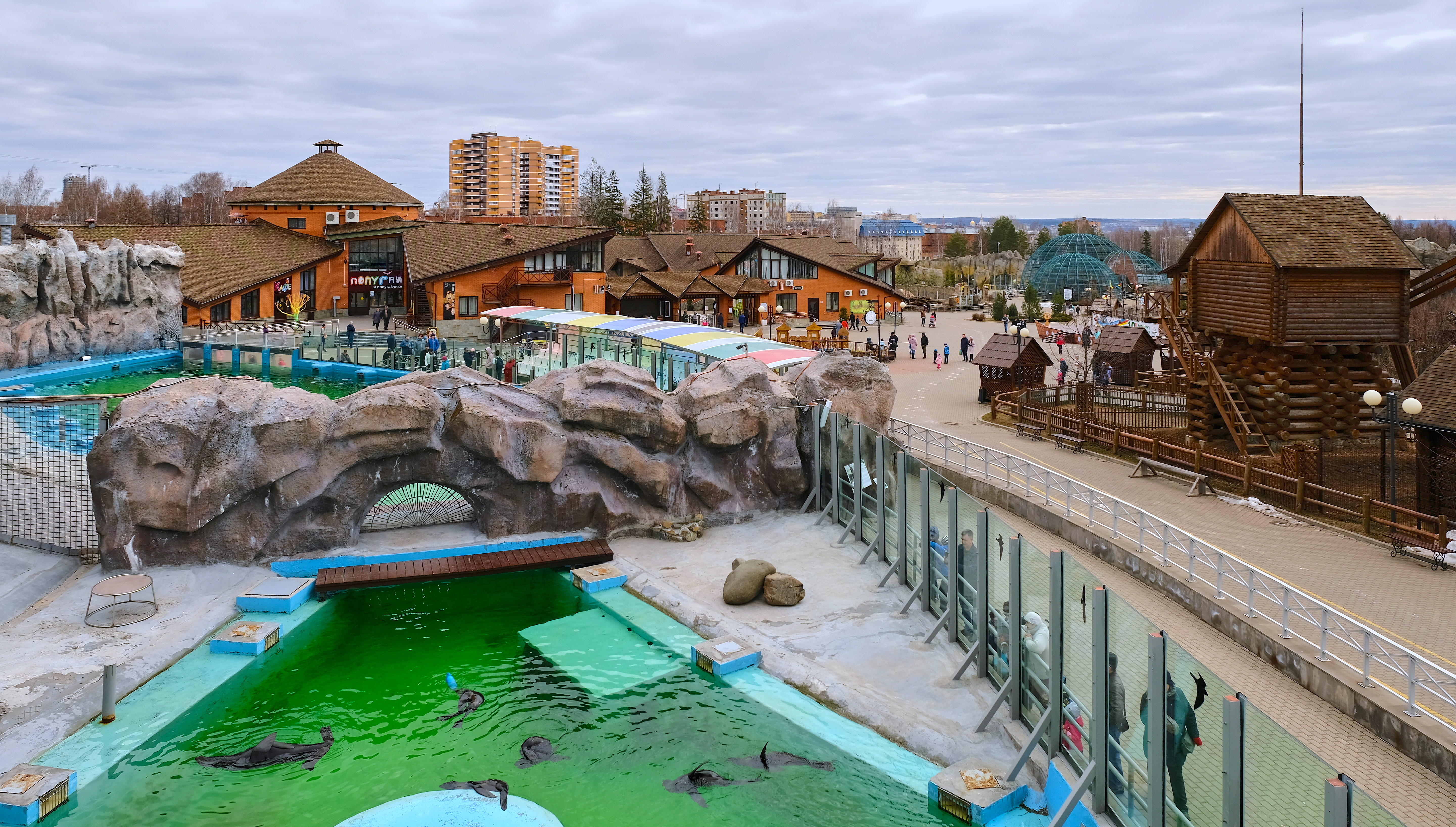
Вид на зоопарк
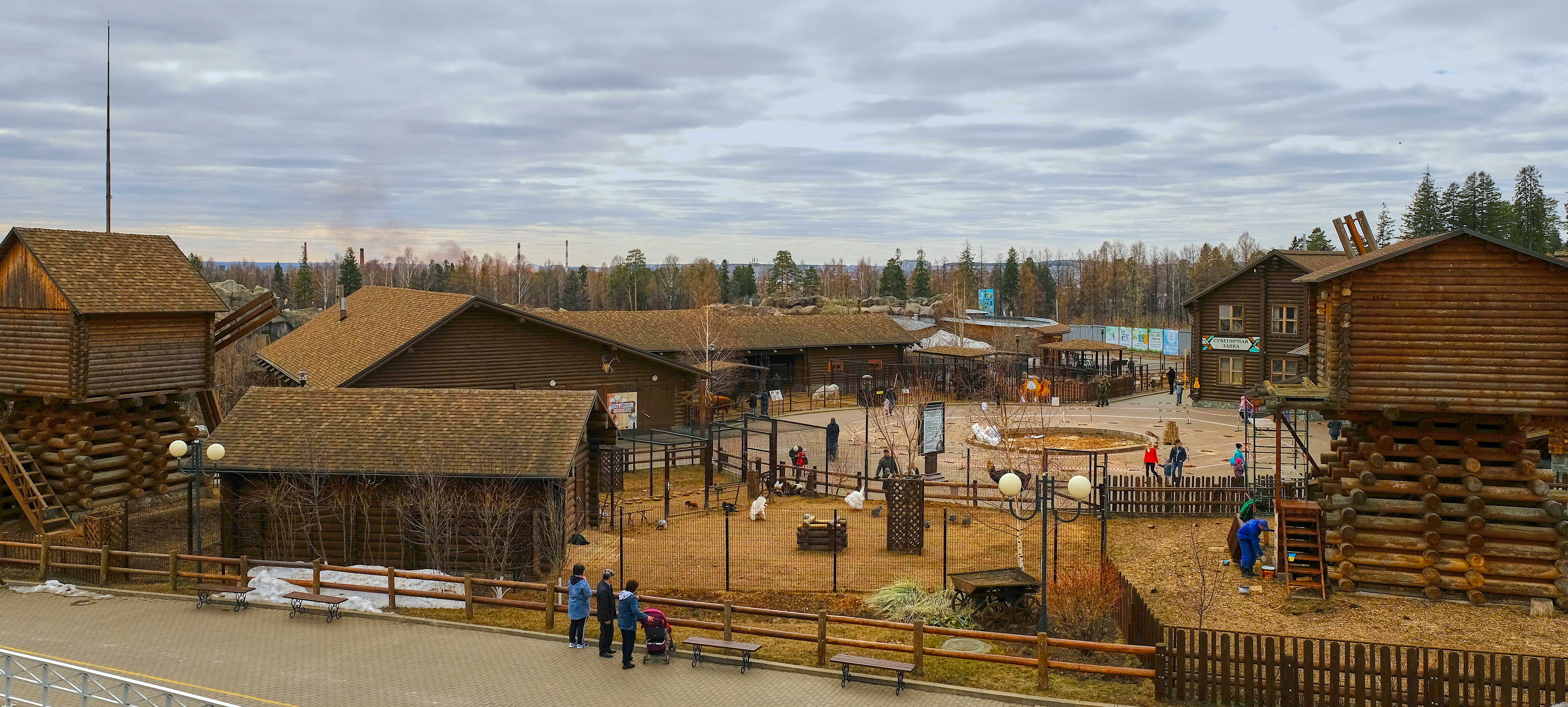
Вид на зоопарк
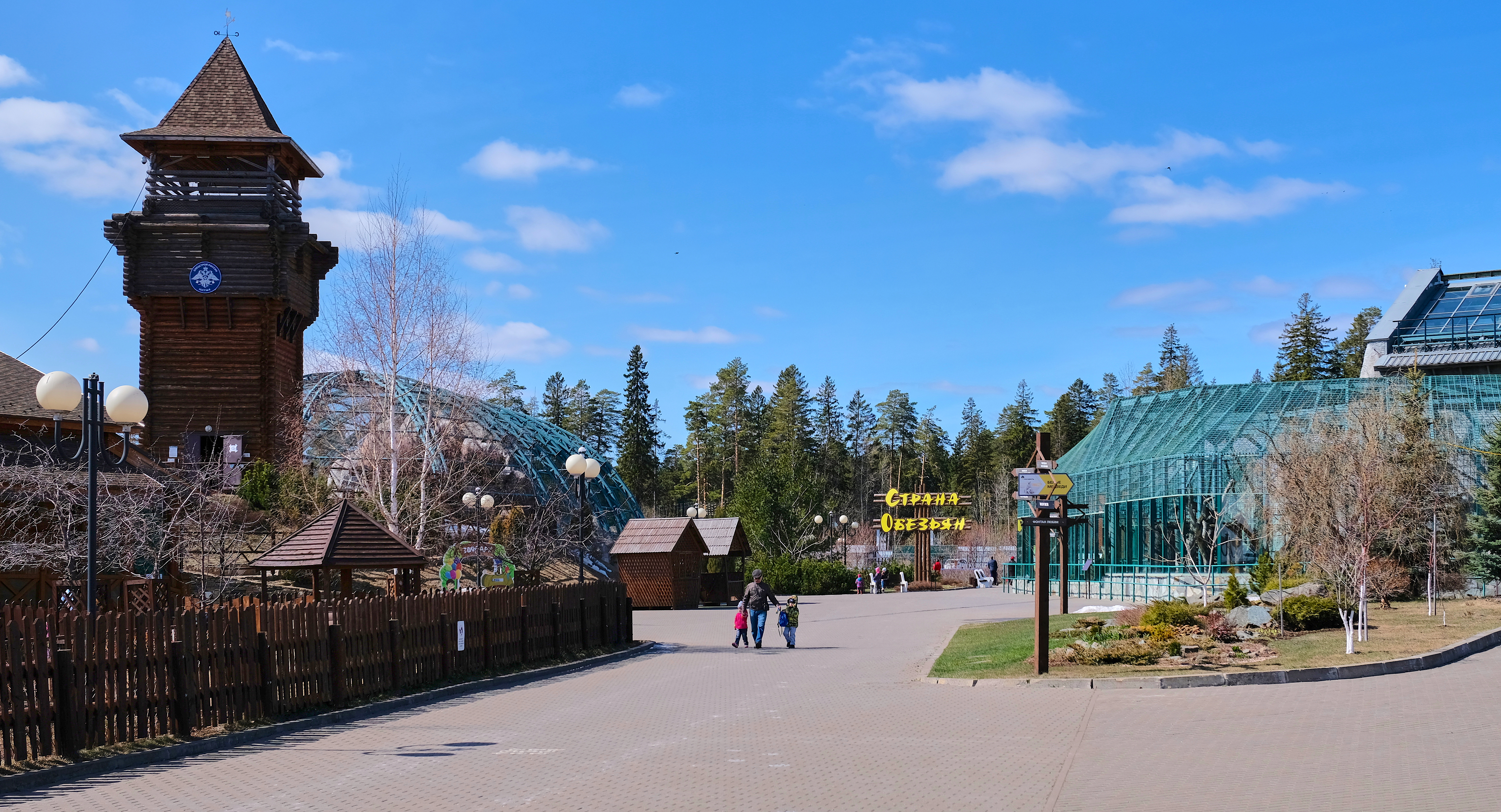
Вид на зоопарк
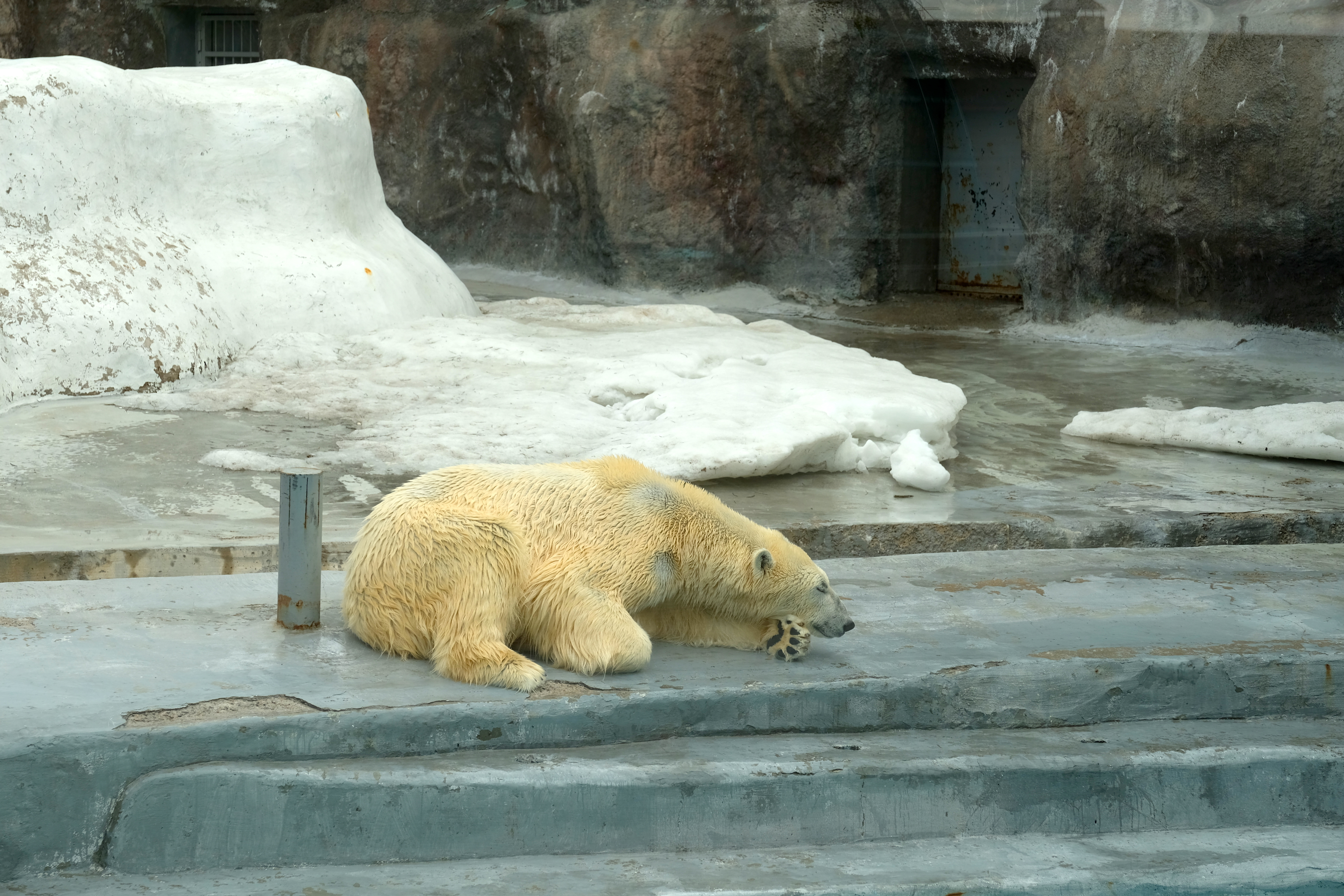
Белый медведь в ижевском зоопарке
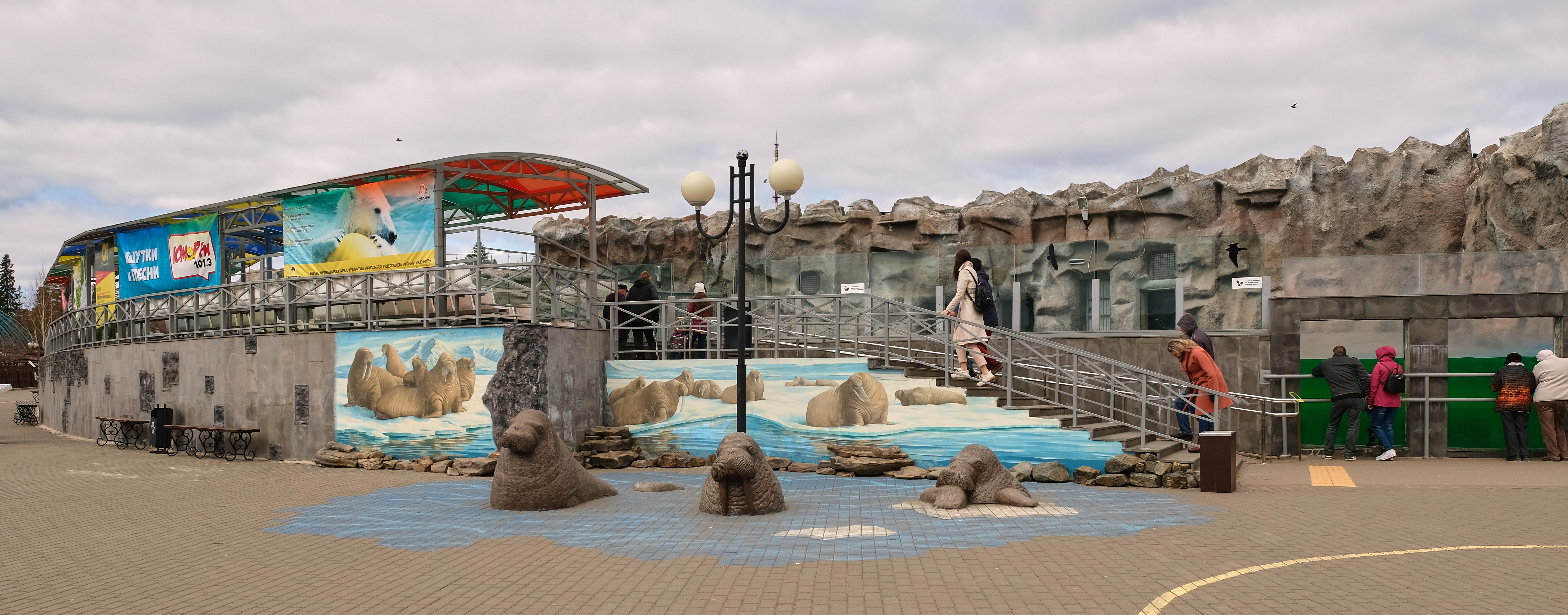
Вид на бассейн моржей
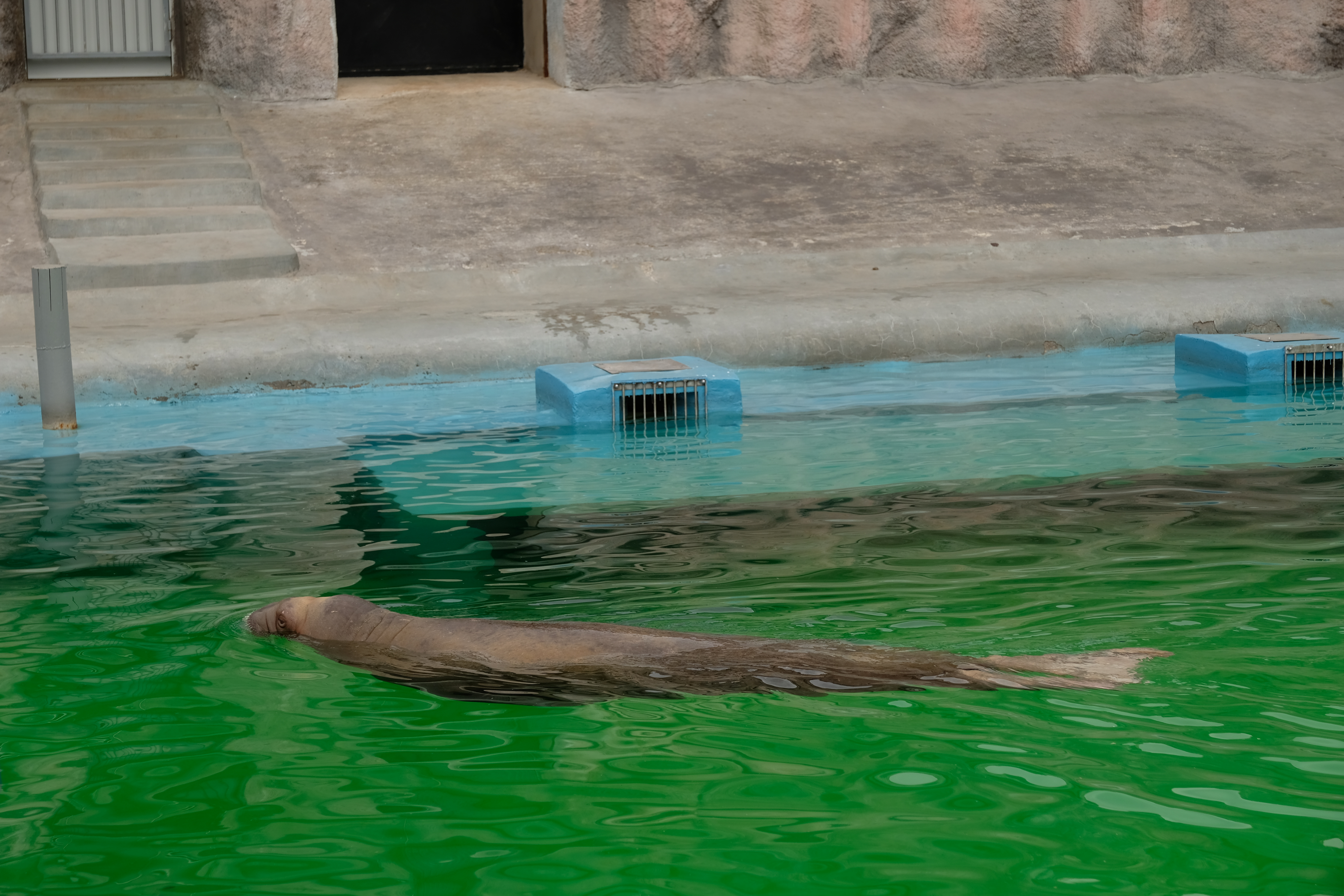
Морж в ижевском зоопарке